# Plesnois
Plesnois település Franciaországban, Moselle megyében. Lakosainak száma 782 fő (2022. január 1.). Plesnois Norroy-le-Veneur, Saulny és Woippy községekkel határos.

## Népesség
A település népességének változása:
| Lakosok száma | 331  | 572  | 627  | 760  | 788  | 805  | 826  | 811  | 803  | 782  |
|               | 1968 | 1982 | 1990 | 2006 | 2013 | 2015 | 2017 | 2019 | 2020 | 2022 |